# Robert Jefferson Breckinridge junior
Robert Jefferson Breckinridge junior (* 14. September 1833 in Baltimore, Maryland; † 13. März 1915 in Lexington, Kentucky) war ein US-amerikanischer Jurist sowie konföderierter Politiker und Offizier.

## Werdegang
Robert Jefferson Breckinridge junior wurde 1833 als Sohn des protestantischen Apologeten und Herausgebers Robert Jefferson Breckinridge senior (1800–1871) und der Anna Sophianisba Preston (1803–1844) in Baltimore geboren. Seine Jugend war von der Wirtschaftskrise überschattet. In Kentucky besuchte er dann das Centre College in Danville (Boyle County). Danach ging er auf die University of Virginia in Charlottesville (Albemarle County). Breckinridge studierte Jura in Danville und Lexington. Er verfolgte auch eine politische Laufbahn. Breckinridge nahm 1861 als Delegierter an der Sezessionsversammlung von Kentucky in Bowling Green (Warren County) teil, wo er für die Sezession stimmte. Nach dem Ausbruch des Bürgerkrieges verpflichtete er sich am 11. Mai 1861 in der Kentucky State Guard und am 5. Juli 1861 in der Kompanie B der Second Kentucky. Er bekleidete während dieser ganzen Zeit den Dienstgrad eines Captains. Im November 1861 wurde er für den elften Wahlbezirk von Kentucky in den ersten Konföderiertenkongress gewählt, wo er vom 18. Februar 1862 bis zum 17. Februar 1864 tätig war. Am 13. September 1864 erhielt er ein Offizierspatent zum Colonel in der Kavallerie, um innerhalb von drei Monaten hinter den Unionslinien in Kentucky zu rekrutieren. Am 22. Februar 1865 wurde er schließlich im Woodford County gefangen genommen und geriet in Kriegsgefangenschaft. Er wurde in das Gefangenenlager auf Johnson’s Island in der Sandusky Bay, an der Küste vom Eriesee, drei Meilen von Sandusky (Erie County), gebracht. Am 22. Mai 1865 ließ man ihn wieder frei. Nach dem Ende des Krieges war er als Anwalt und Richter in Lincoln County (Kentucky), New York City und Danville (Kentucky) tätig. In diesem Zusammenhang bekleidete er 1876 das Richteramt am Court of Common Pleas in Kentucky. Er verstarb 1915, wenige Monate nach dem Ausbruch des Ersten Weltkrieges in Europa, in Lexington und wurde dann dort auf dem Stadtfriedhof beigesetzt.